# Cultura de la legalidad
La cultura de  legalidad es un conjunto de valores, normas, percepciones y actitudes que el individuo tiene hacia las leyes y las instituciones que las ejecutan. Debido a que indica el grado de conocimiento que tienen los ciudadanos sobre las normas imperantes, es un ingrediente fundamental para determinar la estabilidad del sistema social. De acuerdo con Godson, "una cultura de legalidad implica que la cultura o forma de pensar dominante en la sociedad simpatiza con el Estado de derecho". Es un mecanismo de autorregulación individual y regulación social que exige por parte de los ciudadanos una cierta armonía entre el respeto a la ley, las convicciones morales y las tradiciones y convenciones culturales. Otra forma de definirla es como la creencia compartida de que cada persona tiene la “responsabilidad individual” de ayudar a construir y mantener una sociedad con un Estado de derecho.

## Cuestionamientos
Existen perspectivas que ven la cultura de la legalidad como una forma de sumisión y conformismo, por aceptar lo que está en las leyes sin tomar en cuenta que estas son impuestas por grupos de poder. Estas perspectivas establecen que son importantes las normativas o compromisos de convivencia pero que para ser legítimos deben ser acordados directamente o consensuados participativamente entre los ciudadanos que se comprometen a cumplir esos acuerdos entre ellos; por tanto que las leyes, por más que estas se presenten como indispensables o legales, ya que esto no tiene ningún valor si es que no son legítimas. Quienes tienen este punto de vista consideran que el irrespeto a la legalidad instituida  

## Principios
En una sociedad que practica la cultura de la legalidad, los ciudadanos:
1. Cooperan con las autoridades y respetan los derechos de las demás personas.
2. Se interesan y conocen las normas básicas que rigen a la sociedad.
3. Respetan las normas.
4. Rechazan y condenan los actos ilegales.

## Cultura de la legalidad y Estado de derecho
La cultura de la legalidad es un requerimiento del Estado de derecho. En un Estado de derecho, las normas jurídicas:
1. Se establecen en forma democrática.
2. Protegen los derechos.
3. Se aplican por igual a todos.
4. Se hacen cumplir siempre.

## Difusión en medios de comunicación
Estudios empíricos han encontrado que los medios informativos que publican noticias de delitos no siempre mencionan el nombre del delito y de la ley violada; asimismo, la información publicada por los medios puede contradecir los principios de presunción de inocencia, derecho al debido proceso y respeto de los derechos de las víctimas.